# Kovács András (filmrendező)
Kovács András (Kide, Román Királyság, 1925. június 20. – Budapest, Magyarország, 2017. március 11.) Kossuth-díjas és kétszeres Balázs Béla-díjas magyar filmrendező.

## Életpályája
Pszichológiát, szociológiát és esztétikát tanult Kolozsvárott, a Bolyai Egyetemen, majd Budapesten a Pázmány Péter Egyetemen. 1946-ban a Színház- és Filmművészeti Főiskola rendezői szakán folytatta tanulmányait, 1950-ben diplomázott. 
A Mafilmhoz került 1950-ben, ahol egy éven át dramaturg, majd 1951-től 1957-ig a dramaturgiai osztály vezetője volt. 1952 és 1954 között filmrendezést tanított a Színház- és Filmművészeti Főiskolán. 1957-ben lemondott vezetői tisztségéről, s dramaturg és rendezőasszisztensi munkákat végzett. 
Első játékfilmjét 1960-ban rendezte Zápor címmel. Ismertté az 1964-ben készült Nehéz emberek című filmjével vált. Elnyerte a filmkritikusok díját, s az első magyar filmszemlén is díjazták. 1966-ban készítette el a Cseres Tibor regényéből készült Hideg napok című filmjét, amely az 1942-es újvidéki vérengzést dolgozta fel. A film Karlovy Varyban a Filmfesztivál fődíját kapta. 1981-től 1986-ig a Filmművészeti Szövetség elnöke volt. 1985-ben készítette el kétrészes filmjét Andrássy Katinkáról, Károlyi Mihály feleségéről A vörös grófnő címmel. 1988-ban alelnök lett a Károlyi Mihály Társaságban. 
A Magyar Televízió Közalapítvány kuratóriumának elnöke volt 1996 és 1998 között. 2004-től a Magyar Mozgókép Mestere. Fia, Kovács András Bálint filmesztéta, az ELTE tanszékvezetője, lánya Kovács Eszter vágó.

## Filmjei

### Játékfilmek
- Zápor (1960)
- Pesti háztetők (1960)
- Isten őszi csillaga (1962)
- Stalagház (1965)
- Ma vagy holnap (1965)
- Két arckép (1965)
- Hideg napok (1966)
- Falak (1968)
- Staféta (1971)
- A magyar ugaron (1973)
- Kié a művészet (1975)
- Bekötött szemmel (1975)
- Labirintus (1976)
- A ménesgazda (1978)
- Októberi vasárnap (1979)
- Ideiglenes paradicsom (1981)
- Szeretők (1984)
- A vörös grófnő I–II. (1985)
- Valahol Magyarországon (1987)
- Az álommenedzser (1994)

### Tévéfilmek
- Találkozás Lukács Györggyel (1972)
- Együtt Károlyi Mihállyal (1973)
- Menekülés Magyarországra (1981)
- Weingut Őry TV (1993)
- Benkő Samu (1994-portréfilm)
- Szülőföldem (1994)
- Üzenet egykori iskolámba (1996)
- Két szólamban (2000)
- A Kallós-gyűjtemény (2001)
- Film egy regényről (2002)
- Polixéna és John (2007)

### Dokumentumfilmek
- Nehéz emberek (1964)
- Extázis 7-től 10-ig (1969)
- Örökösök (1970)
- Szülőföldem, Pápa (1994)
- Volt egyszer egy egyetem (1995)
- A nehéz emberek ma (1996)
- Egy nehéz ember Kaliforniában (1996)
- Reggeltől hajnalig Válaszúton (2001)
- Egy borértő ember (2004)

## Könyvei
- Két választás Magyarországon. Ideiglenes cím. Kovács András új filmje; Magvető–Mokép, Bp., 1987
- A szerencse fia. Epizódok egy filmrendező életéből; Kossuth, Bp., 2016

## Díjai
- Balázs Béla-díj (1962, 1965)
- Érdemes művész (1967)
- SZOT-díj (1968)
- Kossuth-díj (1970)
- Kiváló művész (1980)
- A Magyar Köztársasági Érdemrend középkeresztje (1995)
- Hazám-díj (2002)
- Magyar Mozgókép Mestere (2004)
- A Magyar Köztársasági Érdemrend középkeresztje a csillaggal (2005)
- Radnóti Miklós antirasszista díj (2006)